# Liste des joueurs des Lakers de Los Angeles
Voici la liste des joueurs des Lakers de Los Angeles ayant disputé au moins un match en NBA depuis la création de la franchise en 1960.
- Haut – A
- B
- C
- D
- E
- F
- G
- H
- I
- J
- K
- L
- M
- N
- O
- P
- Q
- R
- S
- T
- U
- V
- W
- X
- Y
- Z

## A
- Kareem Abdul-Jabbar
- Mahdi Abdul-Rahman
- Tom Abernethy
- Gary Alcorn
- Lucius Allen
- Cliff Anderson
- Trevor Ariza
- Ron Artest
- Chucky Atkins

## B
- Jim Barnes
- Dick Barnett
- Jon Barry
- Billy Ray Bates
- Elgin Baylor
- Ed Beach
- Zelmo Beaty
- Benoit Benjamin
- Mario Bennett
- Alex Blackwell
- John Block
- Mike Bloom
- Corie Blount
- Tony Bobbitt
- Ron Boone
- Bob Boozer
- Sam Bowie
- Adrian Branch
- Jim Brewer
- Frank Brickowski
- Bill Bridges
- Chucky Brown
- George Brown
- Kwame Brown
- Walter Roger Brown
- Shannon Brown
- Tierre Brown
- Tony Brown
- Kobe Bryant
- Steve Bucknall
- Bob Burrow
- Caron Butler
- Andrew Bynum
- Marty Byrnes

## C
- Corky Calhoun
- Demetrius Calip
- Mack Calvin
- Elden Campbell
- Tony Campbell
- Don Carlson
- Bob Carney
- Kenny Carr
- Butch Carter
- Maurice Carter
- Ron Carter
- Jay Carty
- Cedric Ceballos
- John Celestand
- Wilt Chamberlain
- Jerry Chambers
- Don Chaney
- Jim Chones
- Doug Christie
- Archie Clark
- Jim Cleamons
- Lester Conner
- Brian Cook
- Duane Cooper
- Joe Cooper
- Michael Cooper
- Mel Counts
- Freddie Crawford
- Joe Crispin
- Javaris Crittenton

## D
- Lloyd Daniels
- Adrian Dantley
- Brad Davis
- Walter Devlin
- Ernie DiGregorio
- Vlade Divac
- Larry Drew
- Walter Dukes
- Jack Dwan
- Anthony Davis
- Luka Doncic

## E
- James Edwards
- Johnny Egan
- Ray Ellefson
- Boo Ellis
- Leroy Ellis
- Bobo Erias
- Keith Erickson
- Maurice Evans

## F
- John Fairchild
- Jordan Farmar
- Ron Feiereisel
- Ray Felix
- Arnie Ferrin
- Hank Finkel
- Derek Fisher
- Ed Fleming
- Don Ford
- Donnie Forman
- Greg Foster
- Larry Foust
- Rick Fox
- Donnie Freeman
- Jim Fritsche

## G
- Earl Gardner
- Dick Garmaker
- Calvin Garrett
- Dick Garrett
- Pau Gasol
- Devean George
- Mel Gibson
- Norman Glick
- Gail Goodrich
- Brian Grant
- Bud Grant
- Horace Grant
- Travis Grant
- A.C. Green
- Jerry Grote
- Petur Gudmundsson

## H
- Happy Hairston
- Jack Haley
- Dennis Hamilton
- Steve Hamilton
- Alan Hardy (en)
- Derek Harper
- Ron Harper
- Bob Harrison
- Antonio Harvey
- Billy Hassett
- Connie Hawkins
- Tom Hawkins
- Nate Hawthorne
- Spencer Haywood
- Walt Hazzard
- Jérôme Henderson
- Fred Hetzel
- Bill Hewitt
- Mike Higgins
- Lew Hitch
- Brad Holland
- Jim Holstein
- Johnny Horan
- Ron Horn
- Robert Horry
- Lou Hudson
- Rod Hundley
- Lindsey Hunter
- Joe Hutton

## I
- Darrall Imhoff
- Joel Ingram

## J
- Jim Jackson
- Tony Jackson
- Sam Jacobson
- Lebron James
- Tony Jaros
- Clay Johnson
- Magic Johnson
- Ron Johnson
- Howie Jolliff
- Dwight Jones
- Earl Jones
- Eddie Jones
- Jumaine Jones
- Eddie Jordan
- Reggie Jordan
- Johnny Jorgensen

## K
- Edwin Kachan
- Ed Kalafat
- Coby Karl
- Jerome Kersey
- Randolph Keys
- Earnie Killum
- Frankie King
- Jim King
- Joe Kleine
- Travis Knight
- Jim Krebs
- Larry Krystkowiak
- Mitch Kupchak
- CJ Kupec

## L
- Bo Lamar
- Jeff Lamp
- Mark Landsberger
- Stu Lantz
- Rudy LaRusso
- Butch Lee
- Slick Leonard
- LeBron James
- Stan Love
- Clyde Lovellette
- Maurice Lucas
- Tyronn Lue
- George Lynch
- Mike Lynn

## M
- Ollie Mack
- Mark Madsen
- Karl Malone
- Nick Mantis
- Slater Martin
- Wes Matthews
- Didier Ilunga
- Bob McAdoo
- Mel McCants
- Willie McCarter
- George McCloud
- Jelani McCoy
- Jim McDaniels
- Mike McGee
- Bill McGill
- Kevin McKenna
- Aaron McKie
- Jim McMillian
- Mark McNamara
- Bob Mcneill
- Slava Medvedenko
- Cliff Meely
- Chuck Mencel
- Chris Mihm
- George Mikan
- Vern Mikkelsen
- Anthony Miller
- Steve Mix
- Adam Morrison
- Erwin Mueller
- Allen Murphy
- Tracy Murray

## N
- Cotton Nash
- Swen Nater
- Don Nelson
- Johnny Neumann
- Chuck Nevitt
- Ira Newble
- Norm Nixon

## O
- Shaquille O'Neal
- Kevin O'Shea
- Lamar Odom
- Jawann Oldham

## P
- Jannero Pargo
- Smush Parker
- Myles Patrick
- Ruben Patterson
- Jim Paxson
- Gary Payton
- Anthony Peeler
- Mike Penberthy
- Sam Perkins
- John Pilch
- Jim Pollard
- Josh Powell
- Jim Price
- Laron Profit

## R
- Vladimir Radmanovic
- Kurt Rambis
- Hub Reed
- J. R. Reid
- Glen Rice
- Mitch Richmond
- Isaiah Rider
- Pat Riley
- David Rivers
- Rick Roberson
- Fred Roberts
- Marv Roberts
- Cliff Robinson
- Flynn Robinson
- Rumeal Robinson
- Dave Robisch
- John Roche
- Dennis Rodman
- Sean Rooks
- Kareem Rush
- Bryon Russell
- Cazzie Russell

## S
- John Salley
- Soumaila Samake
- Jamal Sampson
- Frank Saul
- Herm Schaefer
- Danny Schayes
- Dick Schnittker
- Howie Schultz
- Byron Scott
- Charlie Scott
- Shea Seals
- Frank Selvy
- Brian Shaw
- Bobby Sims
- Whitey Skoog
- Bobby Smith
- Donald Smith
- Elmore Smith
- Tony Smith
- Mike Smrek
- Rory Sparrow
- Art Spoelstra
- Larry Spriggs
- Derek Strong
- Gene Stump
- Don Sunderlage

## T
- Earl Tatum
- Terry Teagle
- Irving Thomas
- Billy Thompson
- Mychal Thompson
- Sedale Threatt
- Jack Tingle
- Ray Tolbert
- John Trapp
- John Tresvant
- Ronny Turiaf
- Bill Turner

## U
- Ime Udoka

## V
- Nick Van Exel
- Jay Vincent
- Saša Vujačić

## W
- Von Wafer
- Milt Wagner
- Samaki Walker
- Paul Walther
- Luke Walton
- Cornell Warner
- Kermit Washington
- Walt Wesley
- Jerry West
- John Wetzel
- Gene Wiley
- Jamaal Wilkes
- Bob Williams
- Ron Williams
- Shammond Williams
- Trevor Wilson
- Brian Winters
- Orlando Woolridge
- James Worthy
- Metta World Peace

Russell wesbrook

## Y
- Wayne Yates
- Sun Yue